# Scherpenheuvel (Willemstad)
Scherpenheuvel – osada (buurt)  w dzielnicy Seru Lora miasta Willemstad, w dystrykcie Willemstad, w kraju autonomicznym Curaçao, należącym do Holandii, w Ameryce Południowej. 20 października 2023 r. liczyła 496 mieszkańców.